# Fundusz Rozwoju Rolnictwa
Fundusz Rozwoju Rolnictwa – utworzony w celu sfinansowania zwiększonego programu mechanizacji rolnictwa, melioracji oraz zespołowych inwestycji na wsi. Fundusz stanowił cześć produktu dodatkowego wytworzonego w gospodarstwach rolnych otrzymywanego przez państwo w formie dostaw obowiązkowych. Powstanie funduszu należy łączyć z reaktywowaniem masowej organizacji chłopskiej – kółek rolniczych.

## Działalność
Uchwałą Rady Ministrów z dnia 24 listopada 1959 r. utworzono Fundusz Rozwoju Rolnictwa. Fundusz został utworzony z różnicy między wartością wykonywanych dostaw obowiązkowych zbóż i ziemniaków obliczoną według cen z 1959 r. obowiązujących w skupie ponadplanowym a wartością obliczoną w skupie dostaw obowiązkowych. Od 1960 r. do 1965 r. na fundusz wpływały dodatkowo środki naliczane z realizacji dostaw obowiązkowych zwierząt rzeźnych.
Obliczanie różnic dokonywały gromadzkie oraz powiatowe rady narodowe na podstawie wykazów z wykonania dostaw obowiązkowych. Z uzyskanej łącznie kwoty państwo przeznaczało 88% środków do dyspozycji kółek rolniczych, 12% na inwestycje w przemysłach wytwarzających środki produkcji (ciągniki, maszyny, nawozy mineralne, instalacje).
Powstanie Funduszu należy interpretować w świetle istniejącymi od 1951 r. dostaw obowiązkowych zbóż, a w kolejnych latach ziemniaków, żywca rzeźnego i mleka, które znacznie obniżały poziom dochodów gospodarstw rolnych. Dostawy obowiązkowe miały charakter kontyngentu, który realizowano po cenach niższych od wolnorynkowych.
Istniały ścisłe przepisy dotyczące sposobu wykorzystania środków Funduszu Rozwoju Rolnictwa. Środki wpływające na konto kółek rolniczych musiały być przeznaczone na inwestycje mechanizacyjne (głównie zakup ciągników) i zaplecze remontowe. Do 1962 r. istniał obowiązek wnoszenia przy realizacji inwestycji wkładów własnych członków kółek rolniczych – w wysokości 10% na ziemiach zachodnich i 15% na pozostałym terenie – wartości nabywanych ciągników. Obowiązek wkładów został w 1963 r. zastąpiony pobieraniem udziałów w wysokości 50-70-100 zł od 1 ha, zależnie od zasobności ekonomicznej regionu.
W 1959 r. zgromadzono na koncie funduszu 1332,8 mln zł, by do 1971 r. ta kwota wzrosła do 4641,8 mln zł. Po zniesieniu w 1971 r. dostaw obowiązkowych produktów rolnych, od 1972 r. nadal utrzymane zostały świadczenia na rzecz funduszu w formie pieniężnej.
Według ustawy z 1971 r. o podatku gruntowym stwierdzono, że wpływy z podatku pobierane będą według stawek kwotowych przeznaczonych na Fundusz Rozwoju Rolnictwa. Fundusz w formie zakumulowanej stanowił rocznie około 4 mld zł.
Uchwałą Rady Ministrów z 1972 r. w sprawie Funduszu Rozwoju Rolnictwa uzyskane środki finansowe – obok kółek rolniczych – przeznaczono także na rolnicze spółdzielnie produkcyjne oraz na spółdzielnie kółek rolniczych.
Według uchwały Rady Ministrów z 1976 r. środkami funduszu objęto dodatkowo na państwowe gospodarstwa rolne.
Uchwała Rady Ministrów z 1980 r. przewidywała następujące wykorzystanie środków finansowych:
- na inwestycje i remont kapitalny maszyn i narzędzi rolniczych, środków transportowych oraz zaplecza technicznego mechanizacji,
- na przedsięwzięcia ogólnowiejskie w zakresie tworzenia produkcyjnej i socjalnobytowej infrastruktury wsi, służącej rozwojowi produkcji rolnej i poprawie warunków życia ludności wiejskiej,
- na przedsięwzięcia związane z wyrównywaniem dysproporcji w technicznym wyposażeniu rolnictwa poszczególnych rejonów oraz finansowanie inwestycji kółek rolniczych i ich związków i zasilanie funduszy pomocy gospodarczej.

Uchwałą Rady Ministrów z 1981 r. stwierdzono, że środki funduszu mogą być wykorzystane na finansowanie inwestycji służących rozwojowi rolnictwa i społeczno-gospodarczej infrastrukturze wsi, a w szczególności:
- na realizację przedsięwzięć służących rozwojowi produkcji rolnej i poprawie warunków życia ludności w danej wsi,
- na zakup maszyn, narzędzi rolniczych i środków transportowych oraz na rozwój zaplecza technicznego mechanizacji rolnictwa,
- na podejmowanie przedsięwzięć związanych z realizacja celów służących więcej niż jednej we wsi.